# سرکل پاینز (مینه‌سوتا)
سرکل پاینز، مینه‌سوتا (به انگلیسی: Circle Pines, Minnesota) یک شهر در ایالات متحده آمریکا است که در مینه‌سوتا واقع شده‌است.

## خصوصیات
سرکل پاینز ۵٫۱۰ کیلومترمربع مساحت و ۴٬۹۱۸ نفر جمعیت دارد و ۲۷۷ متر بالاتر از سطح دریا واقع شده‌است.